# Ambruse Vanzekin
Ambruse Vanzekin (* 14. červenec 1986) je nigerijský fotbalový brankář momentálně působící v nigerijském týmu Warri Wolves FC.

## Fotbalová kariéra
S fotbalem začínal v klubu Plateau United FC, kde také v roce 2004 započal svou profesionální kariéru. V roce 2006 přestoupil do konkurenčního Bendel Insurance FC, kde byl druhou sezonu svého působení v týmu brankářskou jedničkou. V lednu 2008 pak přestoupil do týmu Akwa United FC. V červenci 2008 odešel do klubu Warri Wolves FC.

## Úspěchy
- stříbrná medaile na Mistrovství světa U20 s výběrem Nigérie
- stříbrná medaile z Letních olympijských her 2008 v Pekingu jako člen národního týmu do 23 let